# Nagari Kampung Pinang
Nagari Kampung Pinang is een bestuurslaag in het regentschap Agam van de provincie West-Sumatra, Indonesië. Nagari Kampung Pinang telt 3594 inwoners (volkstelling 2010).